# Bertille de Chelles
Bertille de Chelles (morta el 692) va ser abadessa de l'abadia de Chelles, a França. La seva festa se celebra el 5 de novembre a Orient i el 6 de novembre a Occident.

## Biografia
Bertille va néixer en una de les famílies més il·lustres en el territori de Soissons, França, durant el regnat de Dagobert I.
Va ingressar al monestir de Jouarre a Brie, no gaire lluny de Meaux, fundat l'any 630 per Ado, el germà gran de Sant Aldoè de Rouen, que havia assumit allí l'hàbit monàstic. Bertille va ser educada per santa Thelchildes, la primera abadessa de Jouarre, que va governar aquesta abadia fins al 660.
Quan santa Bathilda, l'esposa de Clodoveu II, va fundar l'abadia de Chelles, que santa Clotilde havia iniciat per primera vegada a prop del Marne, va demanar a Thelildes que creés una nova comunitat amb les religioses més experimentades i virtuoses de Jouarre per dirigir les novícies en l'ordre monàstic. Bertille va ser nomenada primera abadessa de l'abadia de Chelles en 646.
Berthille va ser conegut per la seva devoció a la negació de si mateixa. Ella "ambicionava el martiri, però a mesura que no hi havia perseguidors, s'administrava amb austeritats".
La reputació de Bertille va atraure diverses princeses estrangeres a l'abadia. Entre elles hi havia la reina Bathildis. Després de la mort del seu marit l'any 655, va ser regent del regne durant la minoria del seu fill Clotari III, però quan va ser major d'edat per governar el 665, es va retirar a l'abadia de Chelles.
Santa Bertille va morir el 692 després de governar el monestir durant quaranta-sis anys.